# Victor Froholdt
Victor Mow Froholdt (25 febbraio 2006) è un calciatore danese, centrocampista del Porto.

## Carriera

### Club
Froholdt è cresciuto nel settore giovanile del Copenaghen, con cui ha debuttato il 27 settembre 2023, segnando una rete nell'incontro di Coppa di Danimarca vinto 9-0 contro il Lyseng. Il 5 novembre seguente ha debuttato anche in Superligaen contro il Randers. Con i danesi vince un Campionato danese (2024-2025) ed una Coppa di Danimarca (2024-2025).
Il 23 luglio 2025 viene ufficializzato il suo passaggio al Porto per 20 milioni di euro, firmando un contratto valido fino al 2030.

### Nazionale
Ha giocato con le nazionali giovanili danesi Under-16, Under-17, Under-18 ed Under-19.
L'11 marzo 2025 viene convocato per la prima volta in nazionale maggiore, con cui ha esordito dodici giorni dopo nella sconfitta per 5-2 contro il Portogallo.

## Statistiche

### Presenze e reti nei club
Statistiche aggiornate al 25 maggio 2025.
| Stagione        | Squadra         | Campionato      | Campionato | Campionato | Coppe nazionali | Coppe nazionali | Coppe nazionali | Coppe continentali | Coppe continentali | Coppe continentali | Altre coppe | Altre coppe | Altre coppe | Totale | Totale | Totale |
| Stagione        | Squadra         | Comp            | Pres       | Reti       | Comp            | Pres            | Reti            | Comp               | Pres               | Reti               | Comp        | Pres        | Reti        | Pres   | Reti   |        |
| --------------- | --------------- | --------------- | ---------- | ---------- | --------------- | --------------- | --------------- | ------------------ | ------------------ | ------------------ | ----------- | ----------- | ----------- | ------ | ------ | ------ |
| 2023-2024       | Copenaghen      | SL              | 5          | 1          | CD              | 2               | 1               | UCL                | 1                  | 0                  | -           | -           | -           | 8      | 2      |        |
| 2024-2025       | Copenaghen      | SL              | 30         | 3          | CD              | 7               | 0               | UCL                | 16                 | 3                  | -           | -           | -           | 53     | 6      |        |
| Totale carriera | Totale carriera | Totale carriera | 35         | 4          |                 | 9               | 1               |                    | 17                 | 3                  |             | -           | -           | 61     | 8      |        |

### Cronologia presenze e reti in nazionale
| Cronologia completa delle presenze e delle reti in nazionale ― Danimarca | Cronologia completa delle presenze e delle reti in nazionale ― Danimarca | Cronologia completa delle presenze e delle reti in nazionale ― Danimarca | Cronologia completa delle presenze e delle reti in nazionale ― Danimarca | Cronologia completa delle presenze e delle reti in nazionale ― Danimarca | Cronologia completa delle presenze e delle reti in nazionale ― Danimarca | Cronologia completa delle presenze e delle reti in nazionale ― Danimarca | Cronologia completa delle presenze e delle reti in nazionale ― Danimarca |
| Data                                                                     | Città                                                                    | In casa                                                                  | Risultato                                                                | Ospiti                                                                   | Competizione                                                             | Reti                                                                     | Note                                                                     |
| ------------------------------------------------------------------------ | ------------------------------------------------------------------------ | ------------------------------------------------------------------------ | ------------------------------------------------------------------------ | ------------------------------------------------------------------------ | ------------------------------------------------------------------------ | ------------------------------------------------------------------------ | ------------------------------------------------------------------------ |
| 23-3-2025                                                                | Lisbona                                                                  | Portogallo                                                               | 5 – 2 dts                                                                | Danimarca                                                                | UEFA Nations League 2024-2025 - Quarti di finale                         | -                                                                        | 83’                                                                      |
| 10-6-2025                                                                | Odense                                                                   | Danimarca                                                                | 5 – 0                                                                    | Lituania                                                                 | Amichevole                                                               | -                                                                        | 60’                                                                      |
| Totale                                                                   |                                                                          | Presenze                                                                 | 2                                                                        |                                                                          | Reti                                                                     | 0                                                                        |                                                                          |

## Palmarès
- Campionato danese: 1

Copenhagen: 2024-2025
- Coppa di Danimarca: 1

Copenhagen: 2024-2025